# Чмоня
Чмоня — інтернет-мем, що виник у березні 2022 року як висміювання незграбного зовнішнього вигляду російських військових, які беруть участь у вторгненні РФ в Україну. Мем набув широкої популярності, в тому числі у соцмережі TikTok, де відео з ним збирали мільйони переглядів. Зокрема, «Чмоня» став героєм численних фотожаб.

## Історія
На початку березня 2022 року поблизу Горлівки українським військовим здалася у полон група представників російських незаконних збройних формувань. Серед них був колаборант Андрій Рязанцев, колишній освітянин родом із Горлівки, який під час мобілізації у так званій «ДНР» вступив до лав одного з незаконних мотострілецьких підрозділів.
Фото полоненого Андрія Рязанцева стало інтернет-мемом та через його зовнішній вигляд йому дали прізвисько «Чмоня».

## Опис
У TikTok різноманітні жартівливі відео з Чмонею під пісню Русі «Заручена» («Не стій під вікном») збирають мільйони переглядів. Станом на 29 березня 2022 року різноманітні відео у TikTok з хештегом «Чмоня» переглянули сумарно понад 40 мільйонів разів.
За повідомленням інформаційного агентства Міністерства оборони України АрміяInform, інтернет-мем Чмоня став образом для косплеєрів, які повторюють образ Чмоні, одягаючи старе дрантя і демонструючи на камеру розгублений вираз обличчя.
В мессенджері Telegram діє канал, в якому від імені Чмоні публікуються жартівливі дописи про Росію і російську «спецоперацію» в Україні[значущість факту?].